# Michael Badnarik
Michael J. Badnarik, född 1 augusti 1954 i Hammond, Indiana, död 11 augusti 2022 i San Antonio, Texas, var en amerikansk mjukvaruingenjör och politiker. Han ställde upp i presidentvalet i USA 2004 som kandidat för Libertarianska partiet och fick 0,3 procent av rösterna.
Hans ideologi var att man ska ha mer frihet, bland annat genom att ta bort det amerikanska tvåpartisystemet.